# Charles Fox Bennett
Charles Fox Bennett (ur. 11 czerwca 1793, zm. 5 grudnia 1883) – przedsiębiorca i polityk nowofundlandzki.
Bennet urodził się w Shaftesbury w Anglii. W 1818 jako młodzieniec wstąpił do brytyjskiej służby kolonialnej i został wysłany jako urzędnik na Nową Fundlandię. Wkrótce jednak zrezygnował z urzędniczej kariery, angażując się w przedsiębiorczość. W 1829 poślubił Isabelle Sheppard. W 1820 wraz ze swym bratem Thomasem założył przedsiębiorstwo C.F. Benett and Company, firmę eksportowo-importową. Do roku 1847 kompania rozrosła się do znacznego holdingu zawierającego stocznie, kopalnie i farmę.
Zanim Benett zaangażował się w politykę, brał czynny udział w życiu społecznym wyspy. W 1836 został prezydentem izby handlowej – Chamber of Commerce. W 1841 założył Newfoundland Agricultural Society – Towarzystwo Rolnicze Nowej Fundlandii. W 1834 został mianowany sędzią pokoju oraz sprawował funkcję komisarza dróg lądowych. W 1843 wszedł w świat wyspiarskiej polityki wraz z powołaniem do legislatury. Zasiadając w niej stanął w opozycji do dążeń do uzyskania niezależnego statusu kolonii. Był przeciwko powołaniu przedstawicielskiego rządu, gdyż uważał, że kolonia była zbyt słaba ekonomicznie i niedojrzała społecznie by stać ją było na niezależność. W 1850 został powołany do rady rządowej, gdzie kontynuował swą opozycję w stosunku do tych dążeń. W swej działalności podkreślał nie tylko swe antydemokratyczne nastawienie, lecz także będąc członkiem kościoła anglikańskiego, sprowadził konflikt polityczny na platformę religijną. Ostatecznie ta polityka doprowadziła do powstania szerokiej koalicji katolicko-protestanckiej (z wyłączeniem prawomyślnych anglikanów). Tej koalicji udało się doprowadzić do dymisji zachowawczej rady i skłonić władze kolonialne do nadania Nowej Fundlandii statusu samorządnego dominium. Po tym fakcie Bennett wycofał się z polityki poświęcając się przedsiębiorczości. Jego powrót do czynnego życia politycznego zbiegł się z rozwojem dążeń unijnych brytyjskich kolonii w Ameryce Północnej. Bennett uważnie obserwował rozwój sytuacji i wkrótce stał się zaciekłym przeciwnikiem Konfederacji Kanady. Jego krytyka przystąpienia Nowej Fundlandii do nowo tworzonego organizmu politycznego opierała się na zagrożeniu wzrostem podatków, utracie rynków oraz niebezpieczeństwie migracji mieszkańców wyspy na kontynent. Swe anty konfederacyjne nastawienie propagował w lokalnej prasie pisząc serię artykułów w formie listów. Do roku 1869 był już niekwestionowanym liderem ruchu anty konfederacyjnego. Mimo swego antydemokratycznego nastawienia zdecydował się poprowadzić blok do wyborów, w których zdobył olbrzymią większość, zapewniając sobie wpływ na politykę wyspy w tym krytycznym dla brytyjskiej Północnej Ameryki okresie. Wkrótce jednak okazało się, że Bennett nie posiadał wystarczającej charyzmy ani wizji politycznej, by scalić ten ruch w jednolitą partię. Mimo ponownego zwycięstwa w 1873, lecz już niewielką większością, został zmuszony przez swych konkurentów z wewnątrz obozu anty konfederacyjnego do ustąpienia z przewodnictwa ruchu, a jednocześnie funkcji premiera. Tracąc wpływy zachował mandat deputowanego do roku 1878. W tym czasie był oponentem budowy linii kolejowych, uważając to przedsięwzięcie za zbyt kosztowne dla biednej kolonii. Z czasem całkowicie stracił zainteresowanie polityką, poświęcając się własnej przedsiębiorczości. Zmarł w St. John’s w 1883.